# Go ahead! (プリングミンの曲)
『Go ahead!』（ゴー アヘド）は、2009年7月29日に発売されたプリングミンの3枚目のシングル。

## 解説
前作から8か月でのシングルとなる。

## 収録曲
1. Go ahead!
作詞：山崎麻由美 作曲/編曲：プリングミン
  - Music B.B.2009年8月度エンディングテーマ
2. ツレヅレダンス
作詞：畠山結花里 作曲/編曲：プリングミン
3. 花のような人へ
作詞：畠山結花里[作曲/編曲：プリングミン

## 楽曲の収録アルバム
- 『プリングミン』（2009年10月7日）